# Aannemelijkheidsfunctie
In de statistiek is de aannemelijkheidsfunctie de functie van een of meer parameters die bij een gegeven steekproefuitkomst als functiewaarde de kans(functie) of kansdichtheid van die uitkomst heeft. Eenvoudig gezegd is het de kans of kansdichtheid van de steekproefuitkomst, opgevat als functie van de onbekende parameter(s). De aannemelijkheidsfunctie geeft aan hoe aannemelijk een bepaalde waarde van de parameter is in het licht van de waarnemingen. Bij de toepassingen van de aannemelijkheidsfunctie is niet zozeer de waarde van belang, maar het maximum, zoals bij de methode van de grootste aannemelijkheid, of bij vergelijking het quotiënt van twee aannemelijkheidsfuncties, zoals bij de aannemelijkheidsquotiënttoets.

## Definitie

### Discreet
Als {\displaystyle \{p_{\theta }\}} een familie kansfuncties is met parameter {\displaystyle \theta ,} en uit een van deze verdelingen is een steekproef met uitkomst {\displaystyle x_{1},x_{2},\ldots ,x_{n}} getrokken, dan heet de functie {\displaystyle L}, gedefinieerd door:
{\displaystyle L(\theta )=L(\theta |x_{1},x_{2},\ldots ,x_{n})=p_{\theta }(x_{1},x_{2},\ldots ,x_{n})},
de aannemelijkheidsfunctie van {\displaystyle \theta }.

### Continu
Als {\displaystyle \{f_{\theta }\}} een familie kansdichtheden is met parameter {\displaystyle \theta }, en uit een van deze verdelingen is een steekproef met uitkomst {\displaystyle x_{1},x_{2},\ldots ,x_{n}} getrokken, dan heet de functie {\displaystyle L}, gedefinieerd door:
{\displaystyle L(\theta )=L(\theta |x_{1},x_{2},\ldots ,x_{n})=f_{\theta }(x_{1},x_{2},\ldots ,x_{n})},
de aannemelijkheidsfunctie van {\displaystyle \theta }.

### Aselecte steekproef
In het belangrijke geval van een aselecte steekproef is de simultane kansfunctie of kansdichtheid het product van de afzonderlijke kansfuncties of dichtheden {\displaystyle f_{\theta }(x_{k})}, zodat:
{\displaystyle L(\theta )=L(\theta |x_{1},x_{2},\ldots ,x_{n})=\prod _{k=1}^{n}f_{\theta }(x_{k})}
Meestal is het dan voldoende met de logaritme van de aannemelijkheidsfunctie te werken, waardoor het product overgaat in een som.

## Voorbeelden

### Binomiale verdeling
Uit een binomiale verdeling met parameter {\displaystyle n=10} en onbekende succeskans {\displaystyle p} is een waarneming {\displaystyle x} gedaan. De aannemelijkheidsfunctie van {\displaystyle p} bij gegeven {\displaystyle x} is:
{\displaystyle L(p|x)={\tbinom {10}{x}}p^{x}(1-p)^{10-x}}
De aannemelijkheidsfunctie is maximaal voor {\displaystyle p=x/10}; deze waarde van {\displaystyle p} heet de meest aannemelijke waarde (schatting).
Voor bijvoorbeeld de waarneming {\displaystyle x=3} is de aannemelijkheid van de parameterwaarde {\displaystyle p}:
{\displaystyle L(p)={\tbinom {10}{3}}p^{3}(1-p)^{7}}
In de onderstaande tabel staat {\displaystyle L(p)} voor enkele waarden van de parameter {\displaystyle p}:
| {\displaystyle p}    | 0,10 | 0,15 | 0,20 | 0,25 | 0,30 | 0,35 | 0,40 | 0,45 | 0,50 | 0,55 |
| {\displaystyle L(p)} | 0,06 | 0,13 | 0,20 | 0,25 | 0,27 | 0,25 | 0,21 | 0,17 | 0,12 | 0,07 |
De waarde {\displaystyle p=0{,}10} is niet erg aannemeljk, maar 6%, terwijl de waade {\displaystyle p=0{,}25} veel aannemelijker is, namelijk 25%. Het meest aannemelijk is {\displaystyle p=0{,}30} met een aannemelijkheid 27%.

### Normale verdeling
Uit een normale verdeling met onbekende verwachtingswaarde {\displaystyle \mu } en standaardafwijking {\displaystyle \sigma } is een aselecte steekproef {\displaystyle x_{1},x_{2},\ldots ,x_{100}} van omvang 100 getrokken. De aannemelijkheidsfunctie van het paar {\displaystyle (\mu ,\sigma )} is:
{\displaystyle L(\mu ,\sigma )=\prod _{i=1}^{100}\varphi (\mu +\sigma x_{i})}
waarin {\displaystyle \varphi } de kansdichtheid van de standaardnormale verdeling is.

### Uniforme verdeling
Uit een uniforme verdeling op het interval {\displaystyle [0,\,\theta ]} met onbekende bovengrens {\displaystyle \theta } is een aselecte steekproef {\displaystyle x_{1},x_{2},\ldots ,x_{n}} getrokken. De aannemelijkheidsfunctie van {\displaystyle \theta } is:
{\displaystyle L(\theta )=\prod _{i=1}^{n}{\frac {1}{\theta }}I_{[0,\,\theta ]}(x_{i})={\begin{cases}{\frac {1}{\theta ^{n}}}&{\text{als }}\theta \geq \max(x_{i})\\\ 0&{\text{elders}}\end{cases}}}